# Fight the Power
«Fight the Power» — песня американской группы Public Enemy из кинофильма Спайка Ли 1989 года «Делай как надо!». В июне 1989 года (на следующий месяц после выхода фильма) была издана отдельным синглом. Потом вошла в альбом Public Enemy 1990 года Fear of a Black Planet.
Сингл достиг 29 места в Великобритании (в национальном сингловом чарте UK Singles Chart).
В 2004 году журнал Rolling Stone поместил песню «Fight the Power» в исполнении группы Public Enemy на 322 место своего списка «500 величайших песен всех времён». В списке 2011 года песня находится на 330 месте, а в списке 2021 года — на втором месте.
Кроме того, в 2014 году британский музыкальный журнал New Musical Express поместил песню «Fight the Power» в исполнении Public Enemy на 95 место уже своего списка «500 величайших песен всех времён».
Также песня «Fight the Power» в исполнении группы Public Enemy входит в составленный Залом славы рок-н-ролла список 500 Songs That Shaped Rock and Roll.
И ещё песня, в частности, вошла (опять же в оригинальном исполнении группы Public Enemy) в составленный журналом «Тайм» в 2011 году список All-TIME 100 Songs (список ста лучших песен с момента основания журнала «Тайм»).
В сериале «Доктор Хаус» (22 серия пятого сезона, «House Divided») главный герой, в присущей ему экстравагантной манере, использует запись песни для диагностики пациента.